# Чемпіонат Європи з футболу 2012 (склади команд)/Україна
Склад збірної України на Чемпіонаті Європи 2012 року
| №               | Гравець                   | Клуб (у 2012)            | Дата народження  | Вік      | Ігор                        | Голів                       |                             |
| Воротарі        | Воротарі                  | Воротарі                 | Воротарі         | Воротарі | Воротарі                    | Воротарі                    | Воротарі                    |
| --------------- | ------------------------- | ------------------------ | ---------------- | -------- | --------------------------- | --------------------------- | --------------------------- |
| 1               | Максим Коваль             | Динамо (Київ)            | 9 грудня 1992    | 19       | 1                           | 2п                          |                             |
| 12              | Андрій Пятов              | Шахтар (Донецьк)         | 28 червня 1984   | 27       | 26                          | 26п                         |                             |
| 23              | Олександр Горяїнов        | Металіст (Харків)        | 29 червня 1975   | 36       | 2                           | 1п                          |                             |
| Захисники       |                           |                          |                  |          |                             |                             |                             |
| 2               | Євген Селін               | Ворскла (Полтава)        | 9 травня 1988    | 24       | 6                           | 1                           |                             |
| 3               | Євген Хачеріді            | Динамо (Київ)            | 28 липня 1987    | 24       | 11                          | 0                           |                             |
| 5               | Олександр Кучер           | Шахтар (Донецьк)         | 22 жовтня 1982   | 29       | 29                          | 1                           |                             |
| 13              | В'ячеслав Шевчук          | Шахтар (Донецьк)         | 13 травня 1979   | 33       | 21                          | 0                           |                             |
| 17              | Тарас Михалик             | Динамо (Київ)            | 28 жовтня 1983   | 28       | 27                          | 0                           |                             |
| 20              | Ярослав Ракіцький         | Шахтар (Донецьк)         | 3 серпня 1989    | 22       | 17                          | 3                           |                             |
| 21              | Богдан Бутко              | Іллічівець               | 13 січня 1991    | 21       | 10                          | 0                           |                             |
| Півзахисники    |                           |                          |                  |          |                             |                             |                             |
| 4               | Анатолій Тимощук          | Баварія (Мюнхен)         | 30 березня 1979  | 33       | 116                         | 4                           |                             |
| 6               | Денис Гармаш              | Динамо (Київ)            | 19 квітня 1990   | 22       | 5                           | 0                           |                             |
| 8               | Олександр Алієв           | Динамо (Київ)            | 3 лютого 1985    | 27       | 27                          | 6                           |                             |
| 9               | Олег Гусєв                | Динамо (Київ)            | 25 квітня 1983   | 29       | 72                          | 12                          |                             |
| 14              | Руслан Ротань             | Дніпро (Дніпропетровськ) | 29 жовтня 1981   | 30       | 58                          | 6                           |                             |
| 18              | Сергій Назаренко          | Таврія (Сімферополь)     | 16 лютого 1980   | 32       | 50                          | 12                          |                             |
| 19              | Євген Коноплянка          | Дніпро (Дніпропетровськ) | 29 вересня 1989  | 22       | 19                          | 5                           |                             |
| Нападники       |                           |                          |                  |          |                             |                             |                             |
| 7               | Андрій Шевченко (к)       | Динамо (Київ)            | 29 вересня 1976  | 35       | 108                         | 46                          |                             |
| 10              | Андрій Воронін            | Динамо (Москва)          | 21 липня 1979    | 32       | 72                          | 8                           |                             |
| 11              | Андрій Ярмоленко          | Динамо (Київ)            | 23 жовтня 1989   | 22       | 20                          | 8                           |                             |
| 15              | Артем Мілевський          | Динамо (Київ)            | 12 січня 1985    | 27       | 46                          | 8                           |                             |
| 16              | Євген Селезньов           | Шахтар (Донецьк)         | 20 липня 1985    | 26       | 29                          | 5                           |                             |
| 22              | Марко Девич               | Шахтар (Донецьк)         | 27 жовтня 1983   | 28       | 21                          | 2                           |                             |
| Головний тренер |                           |                          |                  |          |                             |                             |                             |
| Україна         | Блохін Олег Володимирович |                          | 5 листопада 1952 | 59       | Середній вік гравців: 27,30 | Середній вік гравців: 27,30 | Середній вік гравців: 27,30 |
|                 |                           |                          |                  |          |                             |                             |                             |

| Гравців національного чемпіонату: | Гравців національного чемпіонату:                                      | 21   |
|                                   | Динамо (Київ)                                                          | 9    |
|                                   | Шахтар (Донецьк)                                                       | 6    |
|                                   | Дніпро (Дніпропетровськ)                                               | 2    |
|                                   | Ворскла (Полтава), Іллічівець, Металіст (Харків), Таврія (Сімферополь) | по 1 |
| Легіонерів:                       | Легіонерів:                                                            | 2    |
|                                   | Німеччина, Росія                                                       | по 1 |